# ザイール

ザイール共和国
République du Zaïre (フランス語)
Repubuliki ya Zaïre (リンガラ語)
Jamhuri ya Zaïre (スワヒリ語)

国の標語: Paix – Justice – Travail（フランス語）
平和、正義、労働国歌: La Zaïroise（フランス語）
ザイール人よ

ザイール共和国の位置

1. 
2. 

ザイール共和国（ザイールきょうわこく、フランス語: République du Zaïre）、通称ザイールは、コンゴ民主共和国でモブツ・セセ・セコが権力を掌握していた1971年から1997年まで用いられていた国名である。国名はコンゴ川のポルトガル語名であるザイール川（現在はポルトガル語でもコンゴ川と呼ばれている）に由来する。
ほぼ全期間を通じて大統領を務めたモブツ固有の個人独裁国家体制というイメージから、彼が（コンゴ民主共和国第2代大統領として）就任した1965年がザイール共和国の「建国」であるとの誤解が見られることもあるが、国名変更を行ったのは1971年である。

## 歴史
モブツは1965年11月24日にクーデターで権力を確立した。その後モブツは、強い中央集権体制を確立し、植民地時代の名残を排除するため、「ザイール化政策」を推進し、1971年にザイール共和国に国名変更をした。
反政府勢力の一つとしてコンゴ解放民族戦線があり、拠点を隣国のアンゴラに設けてしばしばザイールへ軍事活動を仕掛けた。(シャバ戦争)一番大規模な活動は1978年5月に行われた鉱山都市コルヴェジの占拠であったが、フランス軍などが現地で活動していた欧州系住民を救出するとの口実の下、一方的な軍事介入を行い鎮圧された。
1990年4月、民主化要求の高まりを受け議会は11月に複数政党制への道を開く憲法修正案を可決。12月、任期2期を満了したモブツ大統領が、3選を禁止した憲法条項を無視して辞任を拒否。
1996年にルワンダ紛争が飛び火する形で、ザイール領内のツチ系最大勢力「バニャムレンゲ」の大蜂起が発生。10月にはそれに乗じて、長期間潜伏活動を行っていた人民革命党のローラン・カビラが反政府勢力を結集してコンゴ・ザイール解放民主勢力連合 (AFDL) を結成、ツチ人の軍事力を背景にキンシャサに向かって進撃を開始した（第一次コンゴ戦争）。この戦争には各々の思惑により、ルワンダ、ウガンダ、アンゴラ、ブルンジが参戦した。その内、アンゴラはモブツ政権の打倒を目的としていた。
その結果、1997年5月16日モブツ政権は崩壊、モブツはモロッコへ亡命した。その後、AFDLのローラン・カビラ議長が大統領に就任、国名をザイール共和国から現在のコンゴ民主共和国に変更した。

## 政治

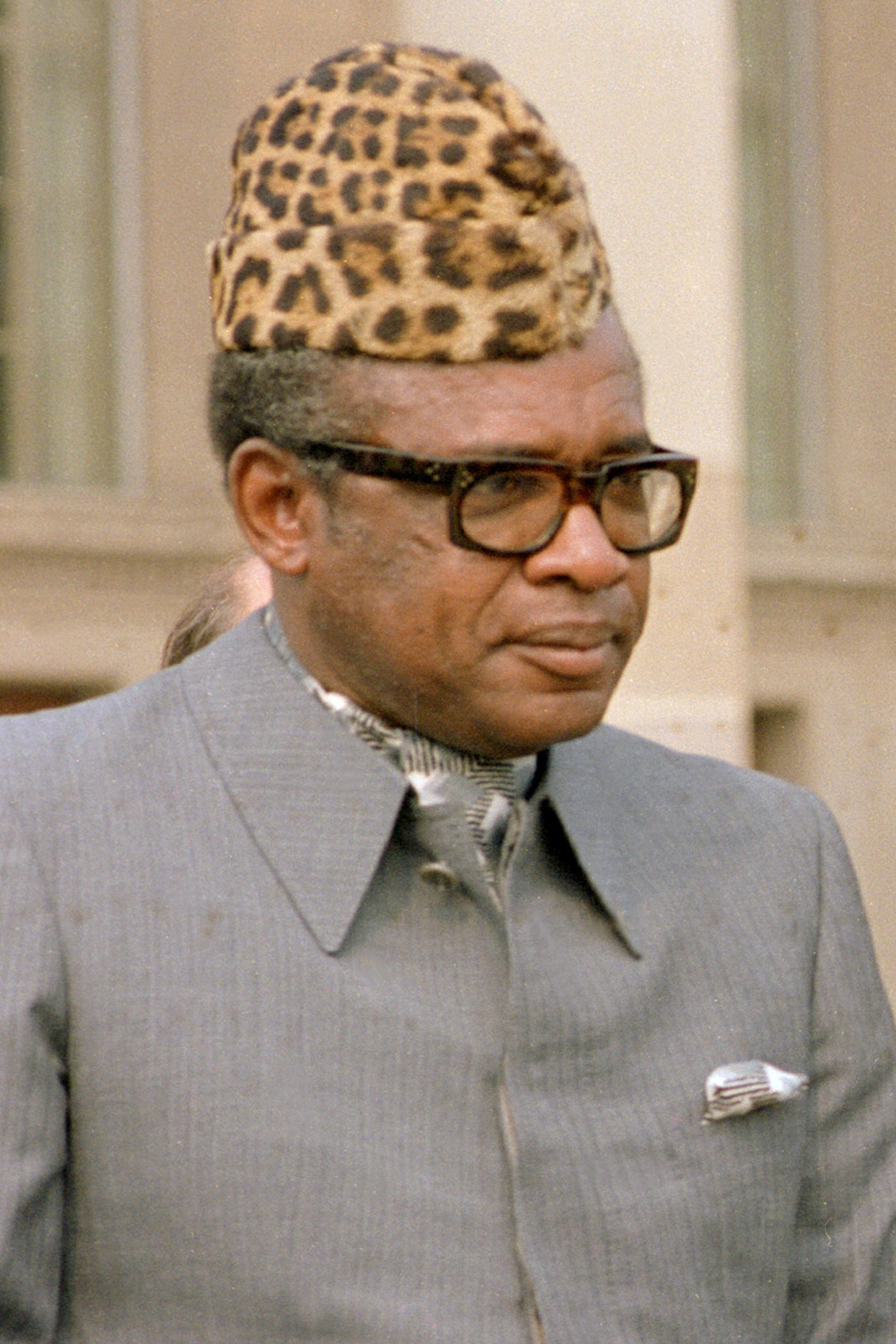
モブツ・セセ・セコ大統領

共和制国家で、部族対立の解消のためにモブツ・セセ・セコ大統領の右翼政党革命人民運動 (MPR) の一党独裁制であった。野党は非合法で存在し、1983年にはベルギーにおいて「コンゴ民主回復戦線（FCD）」を民主社会進歩連合（UDPS）や人民革命党（PRP、ルムンバ派）などで結成した。
大統領の任期は憲法で決まっていて、5年である。再選は2選までで、3期以上はできない。しかし、モブツ大統領は「特別措置」で無制限再選となっており、99%以上のモブツ票は誰も超えられなかった。
大統領は閣僚、州知事（長官）の任命権を持っていたため、非常に強力な中央集権国家だった。
議会は「国民立法議会」のみの一院制で、普通選挙で選ばれた議員で構成され、任期は5年。なお、議員数は当初420人だったが、後に310人に減らされた。一党制なので当然ながら議員は全て革命人民運動所属であり、そのMPR議長はモブツ大統領が兼任していた上、大統領が提案した法案の可決が目的だったので、年に数週間の会期で開かれた国会も事実上、モブツの支配下にあった。
司法は第一審裁判所に9つの控訴院、そして最高裁判所の3種類がある。だが、最高裁判事の任免は大統領が行えることを頭に入れておく必要がある。
- 加盟機構：国際連合、アフリカ統一機構（OAU）、OCAMM、欧州共同体（EC、準加盟）、銅輸出国政府間協議会（CIPEC）

## 経済
成立当初は銅などの地下資源の本格的開発を行った結果、経済は回復し、外国からの投資も復帰しつつあった。しかし、1990年代の内戦によって経済は崩壊、世界最貧国の一つになってしまった。
- 国内総生産の推移（出典：世界銀行）

| 年度 | 数値（百万ドル） |      |          |      |          |
| ---- | ---------------- | ---- | -------- | ---- | -------- |
| 1971 | 5,594.8          | 1972 | 6,173.7  | 1973 | 7,870.2  |
| 1974 | 9,597.0          | 1975 | 10,237.3 | 1976 | 9,648.6  |
| 1977 | 12,344.4         | 1978 | 15,372.6 | 1979 | 15,068.4 |
| 1980 | 14,394.9         | 1981 | 12,537.8 | 1982 | 13,651.7 |
| 1983 | 11,006.7         | 1984 | 7,857.7  | 1985 | 7,195.0  |
| 1986 | 8,095.4          | 1987 | 7,661.6  | 1988 | 8,861.3  |
| 1989 | 9,021.9          | 1990 | 9,349.8  | 1991 | 9,088.0  |
| 1992 | 8,206.2          | 1993 | 10,707.8 | 1994 | 5,820.4  |
| 1995 | 5,643.4          | 1996 | 5,771.5  | 1997 | 6,090.8  |

- 国民総生産の推移

| 年度 | 総生産（万ドル） | 国民一人当たり（ドル） |
| ---- | ---------------- | ---------------------- |
| 1975 | 1,600            |                        |
| 1980 | 3,450            | 200                    |
| 1985 | 5,220            |                        |

- - 65ドル（1973年ごろ）
  - 144ドル （1980年）
- 経済成長率：3.3%（1966年 - 1968年）
- 輸入額：5.03億ドル（1973年ごろ）
- 輸出額：7.35億ドル（1973年ごろ）
  - 輸出品目：銅が60%と半数以上を占める。
  - 相手国：欧州共同体が74%を占める。
- 主要産物：ヤシ油、ゴム、コーヒー、木材、綿花、銅、ダイヤモンド（世界最大の産出国）、コバルト、瀝青ウラン鉱、藍銅鉱、孔雀石、軽工業製品
- 金・外貨準備高：1.85億ドル（金は5,000万ドル）
- 為替レート：1ザイール＝100マクタ（補助単位）＝4.71円（1985年8月21日）

1979年ザイール共和国国家予算中、国防費は11%、社会保障・保健衛生費は5%を占めていた。当時、この割合に近かったのはペルーぐらいであった。
このように、社会保障や保健衛生費が少なかったせいか、一人当たりの医師に対する人口は16,106人と非常に多かった。

## 行政区画
モブツが政権を握って間もなくのころ、1966年7月1日に21州を8州1市に再編した。この区画は、ザイール崩壊後の1997年10月8日にまた再編された。
なお、現カタンガ州はザイール化政策によって1971年にシャバ州と名称変更された。

### ザイールの行政区画

| # | 州名                 | 州都           | 人口（1970年） |
| - | -------------------- | -------------- | -------------- |
| 1 | バンドゥンドゥ州     | バンドゥンドゥ | 2,300,000      |
| 2 | 下ザイール州         | マタディ       | 1,200,000      |
| 3 | エカトール（赤道）州 | ムバンダカ     | 1,900,000      |
| 4 | 上ザイール州         | キサンガニ     | 2,600,000      |
| 6 | 東カサイ州           | ムブジマイ     | 1,900,000      |
| 5 | 西カサイ州           | カナンガ       | 1,800,000      |
| 7 | キンシャサ市         | -              | 1,280,000      |
| 8 | キブ州               | ブカブ         | 2,400,000      |
| 9 | シャバ州             | ルブンバシ     | 2,100,000      |

### 主要都市
- キンシャサ（首都、主要工業地帯）
- カナンガ
- ルブンバシ（主要工業地帯）
- ムブジマイ
- キサンガニ
- リカシ
- ブカブ
- マタディ（主要港。キンシャサからパイプライン）
- ボマ、バナナ（補助港）
- カナンガ（銅鉱山地帯）
- カサイ（ダイヤモンド鉱山）
- シンコロブエ（ウラン鉱山）

## 住民

### 人口
人口は29,648,833人（1984年7月1日国勢調査値）で、2014年現在でザイール/コンゴ民主共和国の最新国勢調査でもある。そのため、それ以降の人口値は推計などであり、決して信頼できる値ではない。
出生率は40%を超えているが、死亡率も20%以上と高い。そのため、人口ピラミッドは富士山型となっている。

### 住民
約200の種族で構成されているザイールは、バントゥー系民族が約半数、スーダン系民族が13%程度を占める。他ではヨーロッパ人（特にベルギーからの入植者が多い）、原住民ピグミー人など。
在留邦人は1983年10月時点で100人から1,000人程度いる。

### 言語
フランス語を公用語とし、他の言語としてはスワヒリ語（東部）、キルバ語（南部）、リンガラ語（ザイール川/コンゴ川周辺）、キコンゴ語（低地コンゴ）など。
非識字率は50%と比較的高い。

### 宗教
カトリックが約半数を占め、他にプロテスタント、イスラム教、伝統的信仰がある。

### 渡航情報
当時はローマを経由したルートが使われており、ローマとキンシャサを約6時間で結んでいた。
なお、渡航する際にはビザが必要なうえに、種痘、チフス、コレラ、黄熱病などの予防接種が望ましいとされた。また、1977年にはエボラ出血熱がエボラ川流域で発見されるなど、流行性の病気も多かったので渡航は大変であった。